# Resolución 1435 del Consejo de Seguridad de las Naciones Unidas
La resolución 1435 del Consejo de Seguridad de las Naciones Unidas, adoptada el 24 de septiembre de 2002, tras recordar las resoluciones 242 (1967), 338 (1973), 1397 (2002), 1402 (2002) y 1403 (2002), el Consejo exigió el fin de las medidas israelíes en Ramallah, incluida la destrucción de la infraestructura palestina . 
El Consejo de Seguridad reiteró su preocupación por los acontecimientos ocurridos en la región desde septiembre de 2000 y su deterioro, en particular los ataques terroristas contra civiles en Israel y en una escuela palestina en Hebrón . Exigió el fin de la ocupación de la sede del presidente de la Autoridad Palestina, Yasser Arafat . Además, hubo alarma por la reocupación de ciudades palestinas y las restricciones a la libertad de movimiento de personas y bienes y la necesidad de que todos respeten el Cuarto Convenio de Ginebra de 1949.
La resolución reiteró la necesidad de que cesaran por completo todos los actos de violencia, exigiendo que Israel pusiera fin a las medidas en Ramallah y sus alrededores y que retirara las fuerzas de ocupación de las ciudades palestinas a las posiciones ocupadas antes de septiembre de 2000.  Se pidió a la Autoridad Palestina que garantizara que los responsables de los actos terroristas fueran llevados ante la justicia. También apoyó los esfuerzos diplomáticos adicionales del Cuarteto sobre el Oriente Medio y otros en la región y reconoció la iniciativa adoptada en la Cumbre de la Liga Árabe en Beirut que declaró que la paz entre Israel y los palestinos podría lograrse mediante el abandono del derecho al retorno de los refugiados palestinos a cambio del establecimiento de un Estado palestino dentro de las fronteras de 1967 y el intercambio de Jerusalén . 
La resolución 1435 fue adoptada por 14 votos a favor, ninguno en contra y una abstención de los Estados Unidos. Los representantes estadounidenses John Negroponte y James Cunningham declararon que su país no apoyaría una "solución unilateral". 